# Charles Julien Brianchon
Charles Julien Brianchon (n. 19 decembrie 1783 la Sèvres - d. 29 aprilie 1864 la Versailles) a fost un matematician francez, cunoscut în special pentru teorema lui Brianchon, care îi poartă numele și pe care a descoperit-o în 1806.
Tot în 1806, a studiat, în mod general, suprafețele centrale de ordinul al II-lea.
De asemenea, a descoperit posibilitatea descompunerii curbelor strâmbe într-o pereche de conice. 
În 1807 a realizat un studiu special asupra conicelor.
A stabilit că un sistem autodual de conice, determinat de două puncte și de două drepte, conține două șiruri distincte de conice.
În 1820 a arătat că locul geometric al centrelor sistemului de hiperbole echilatere înscrise într-un triunghi va fi un cerc, pentru care acest triunghi va fi polar.
Dacă triunghiul este conjugat tuturor hiperbolelor, atunci centrul sistemului se situează pe cercul care trece prin cele trei vârfuri ale triunghiului.
Acest cerc mai târziu a devenit "cercul lui Feuerbach" sau cercul lui Euler.
Brianchon are contribuții și în unele teoreme din geometria proiectivă.